# Покровский собор (Сарапул)
Покровский собор — православный храм в городе Сарапуле в Удмуртии. С 2014 года является кафедральным собором Сарапульской епархии Русской православной церкви. Памятник архитектуры регионального значения.

## История
Первая Покровская церковь в Сарапуле существовала ещё в начале XVIII века. В 1770 году вместо ветхой церкви построили новую деревянную, но в 1776 году она сгорела. Вскоре был построен новый храм, так же деревянный, но в 1785 году он тоже сгорел. В 1785 году Вятская духовная консистория выдала храмозданную грамоту на строительство новой каменной церкви Покрова Пресвятой Богородицы с приделом в честь Леонтия Ростовского. Строительные работы велись на средства прихожан и были окончены в 1788 году. По другим данным, церковь построена в 1788—1791 годах по проекту вятского губернского архитектора Филимона Меркурьевича Рослякова. В храме было три престола: главный в честь Покрова Пресвятой Богородицы, правый в честь святого Николая Чудотворца и левый в честь святых мучеников Флора и Лавра.
В 1822 году на пожертвования сарапульского купца Степана Ивановича Вечтомова построена каменная колокольня, в нижнем ярусе которой был устроен храм в честь святых апостолов Петра и Павла. В 1854 году к приходу Покровской церкви, кроме жителей Сарапула, относились жители деревень Усть-Сарапулка, Непряха, Подгоры, Костина, Сигаево, Мыльниково, Лубянки, Юшково. В 1902 году храм и колокольню отремонтировали на средства купца Николая Васильевича Смагина и его жены Анны Васильевны. На их пожертвования в 1905 году расширили колокольню и пристроили трапезный храм с двумя боковыми приделами — в честь преподобного Серафима Саровского и в честь Сретения Господня. В 1916 году к церкви были приписаны Усть-Сарапульская, Сигаевская, Костинская, Лубянская и Непряхинская часовни, а также домовая церковь в честь святой Анны Пророчицы при богадельне Н. В. Смагина.
Во время Гражданской войны Покровская церковь сильно пострадала от обстрелов с левого берега реки Камы. Храм закрыт по распоряжению Удмуртского облисполкома от 23 мая 1932 года и переоборудован под хлебопекарню.
Здание возвращено Русской православной церкви в середине 1990-х годов в ветхий, заброшенном состоянии. В 2012 году храм был восстановлен на средства ОАО «Русснефть». В 2014 году глава восстановленной Сарапульской епархии Викторин (Костенков) разместил в Покровской церкви свою кафедру, придав ей статус кафедрального собора. В 2014 году начались работы по внутренней росписи храма.